# Lil Milagro Ramírez
Lil Milagro de la Esperanza Ramírez Huezo Córdova (San Salvador, 3 aprile 1946 – 17 ottobre 1979) è stata un'attivista e poetessa salvadoregna.
Fu torturata e assassinata dalla Guardia Nazionale del governo militare di El Salvador.

## Biografia
Lil Milagro Ramírez nacque a San Salvador nel 1946, figlia di due insegnanti di scuola elementare. Fu la seconda di tre sorelle e un fratello e da piccola era solita praticare yoga con la madre, la quale era interessata alla teosofia.
Nel 1963 si iscrisse alla facoltà di giurisprudenza dell'Università di El Salvador, dove, alcuni anni dopo, si avvicinò ad alcuni attivisti legati all'area del cristianesimo democratico tramite un circolo letterario frequentato anche da Marianella García Villas. Nel 1967 si unì a un'organizzazione cattolica fondata sulle idee della teologia della liberazione, il Movimiento Estudiantil Social Cristiano (MESC). In quello stesso periodo si assistette a una radicalizzazione della gioventù universitaria cattolica di El Salvador, sempre più dubbiosa circa la possibilità di un'opposizione pacifica al regime. La repressione delle proteste organizzate da lavoratori e insegnanti tra il 1967 e il 1968 fu uno dei primi catalizzatori di tale consapevolezza. La stessa Ramírez, che prese parte alle proteste, indicò quell'esperienza come uno dei motivi che la spinsero a cercare un diverso modo di esprimere il suo dissenso verso il governo autoritario, in una lettera scritta al padre nel 1971 per spiegare la scelta di vivere in clandestinità.

## Attivismo

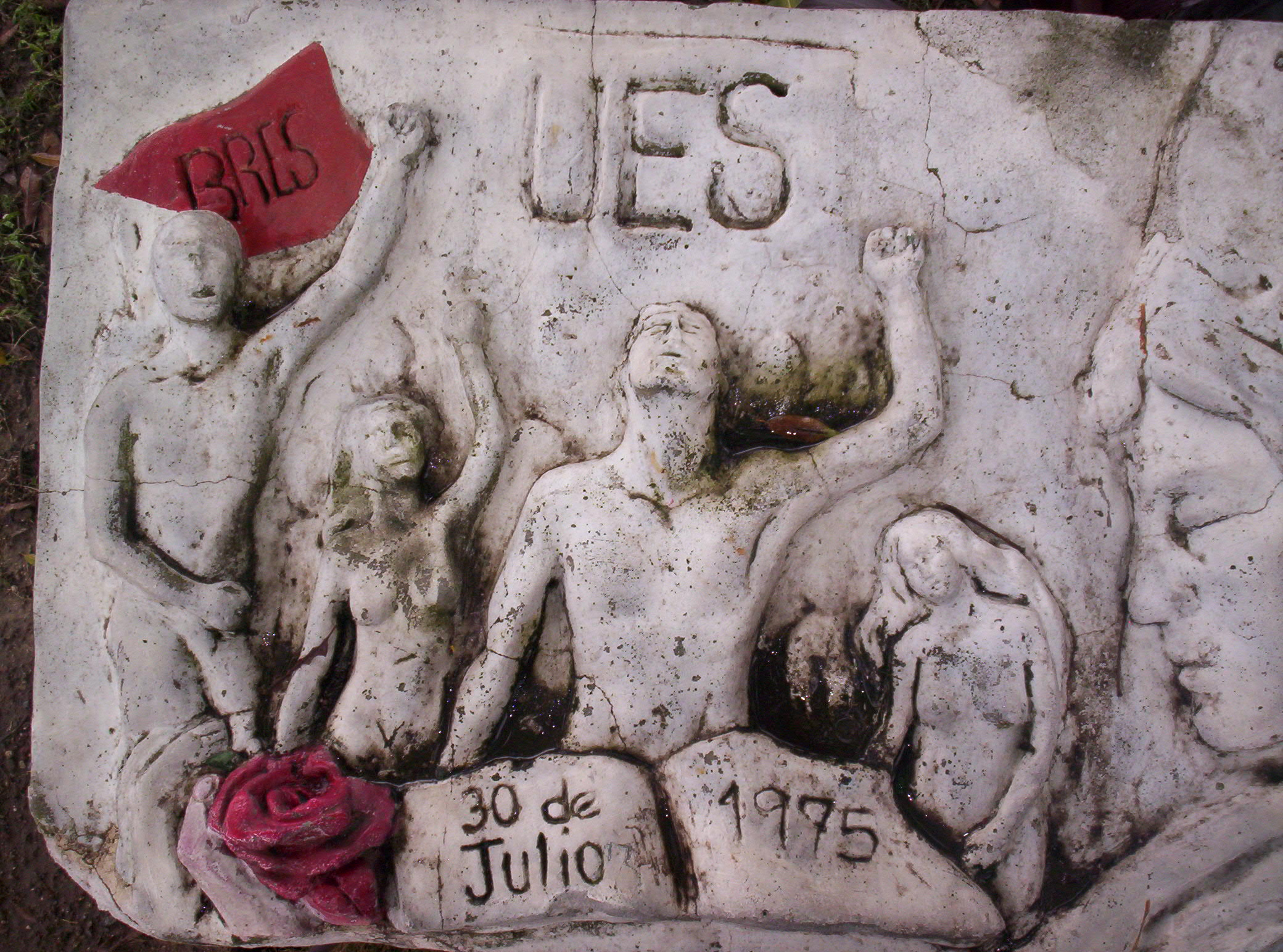
Monumento commemorativo del massacro dei partecipanti a una manifestazione studentesca nel 1975

Nel 1969 fu tra i primi membri del collettivo El Grupo, orientato verso la pratica della lotta armata. L'organizzazione si sciolse nel 1971, in seguito al fallimento del sequestro di Ernesto Regalado Dueñas, un membro dell'élite economica salvadoregna che, durante il rapimento, perse la vita. A seguito dell'incidente diversi membri di El Grupo lasciarono il paese, mentre Lil Milagro, insieme ad Alejandro Rivas Mira ed Eduardo Sancho, rifondò l'organizzazione con il nome di Ejército Revolucionario del Pueblo (ERP).
Dal 1971 al 1975, vivendo in clandestinità, fu tra i leader dell'organizzazione. All'interno dell'ERP fu tra i sostenitori di una strategia basata sullo stabilire connessioni con altri movimenti dal basso, con l'obiettivo di avviare una guerriglia urbana che avrebbe portato al rovesciamento del regime tramite una guerra rivoluzionaria. Tra i metodi di attuazione di questa tattica venne creata una commissione per stabilire legami tra la struttura militare dell'ERP e le masse popolari, della quale Lil Milagro fu parte.
L'assassinio del poeta Roque Dalton, che al tempo intratteneva una relazione sentimentale con Ramírez, ad opera di una parte della dirigenza dell'ERP causò una scissione all'interno dell'organizzazione. Lil Milagro fondò un nuovo gruppo, Resistencia Nacional (RN), insieme a Eduardo Sancho e a quei membri dell'ERP che erano più orientati verso la ricerca dell'appoggio popolare. L'esperienza nella RN, tuttavia, durò poco: nel 1976 Lil Milagro Ramírez fu catturata dalle forze armate del regime militare e trasportata in una prigione clandestina, venendo poi trasferita nel carcere della Guardia Nazionale dove venne uccisa nel 1979, due giorni dopo il golpe che portò al rovesciamento del regime di Carlos Humberto Romero e all'instaurazione di un nuovo governo militare. Negli anni passati in prigione Ramírez fu sottoposta ripetutamente a tortura, interrogatori violenti e condizioni di vita estremamente dure. I suoi resti non vennero mai rinvenuti.
Nel 1980, le due organizzazioni fondate da Lil Milagro costituirono, insieme ad altre, il Fronte Farabundo Martí per la Liberazione Nazionale, principale forza d'opposizione alla giunta di governo militare nella  guerra civile di El Salvador. Sempre nel 1980 sarà fondata anche la Asociación de Mujeres por la Democracia Lil Milagro Ramı́rez. Nel 2013 i suoi scritti (poesie, lettere, prosa) furono raccolti in un volume edito da Miriam Medrano.